# 王高飞
王高飞（1978年5月12日—），现任新浪微博CEO。在新浪微博，有两个账号，一是@来去之间，二是实名账号@王高飞。

## 生平
毕业于北京大学计算机本科学位以及北京大学光华管理学院EMBA学位。2000年8月加入新浪任职于研发中心。2004年初进入新浪无线。2006年11月-2012年11月，担任新浪无线总经理，全面负责新浪无线业务，并于2008年10月起担任新浪副总裁。2013年5月，担任新浪高级副总裁。2014年2月，担任微博首席执行官。

## 争议事件
2019年10月2日，参加庆祝中华人民共和国成立70周年大会的明星姚晨在新浪微博发文，表达爱国之情。此前，她批评中国政府的恶之花事件再度引发关注。王高飞认为姚晨已改变政治认知，做好本职工作，并对国家做出贡献。网友重提恶之花事件，让姚晨没有政治安全感，是为国贼。“翻旧账”亦是社交网络中的“癌症”。不少批评姚晨的微博账号被封杀。